# Leiopelma hamiltoni
Leiopelma hamiltoni är en primitiv grodart från Nya Zeeland som tillhör släktet Ascaphus och familjen stjärtmuskelgrodor. Den är döpt efter biologen Harold Hamilton, som först beskrev arten.

## Beskrivning
Arten är en liten, vanligtvis brunaktig groda, även om grönaktiga individer också förekommer. Hanen kan bli upp till 43 mm lång, honan 49 mm. Huden är försedd med vårtliknande körtlar som avsöndrar ett irriterande sekret som skydd mot fiender. Den saknar i regel helt simhud på bakfötterna. Som alla arter i familjen saknar den trumhinna och struphuvud, och kan endast frambringa svaga, kväkande ljud.

## Utbredning
Grodan finns i ett stort stenröse på Stephens Island mellan Nya Zeelands nordö och sydö, samt som inplanterad på en liten, närbelägen ö, Nukuwaiata. Hela beståndet beräknas till mellan 300 och 800 individer. Försök gjordes tidigare att introducera den i ett nytillverkat stenröse på samma ö som den ursprungliga populationen, men med liten framgång. Inplanteringarna på Nukuwaiata, som skedde vid två tillfällen, 2004 och 2006, lyckades bättre.

## Ekologi
Leiopelma hamiltoni är nattaktiv och lever på marken. Under dagen gömmer den sig i fuktiga, mossbeklädda utrymmen i klippskrevor och mellan stenar. Parning och äggläggning sker på samma lokaler, och ur äggen kläcks så gott som fullbildade ungar; något egentligt, frisimmande yngelstadium saknas. Hanen vaktar äggen och efter kläckningen klättrar de unga grodorna upp på faderns rygg, och fortsätter sin utveckling där. Ungarna blir könsmogna vid 3 till 4 års ålder.

## Status
Även om populationen ökar, är Leiopelma hamiltoni klassificerad som sårbar ("VU") av IUCN, framför allt på grund av den mycket ringa populationen, 300 till 800 individer. Främsta hot är predation av svartråtta och tuatara. Farhågor finns även att den riskerar att drabbas av samma svampsjukdom, chytridiomycos, som har så svårt decimerat dess nära släkting Leiopelma archeyi. Hotet från tuatarorna har man försökt avvärja genom att ett tuatarasäkert stängsel byggts runt det stenröse där den ursprungliga populationen lever.